# 蒋毅庵
蒋毅庵，明末福建泉州人，明郑王朝軍官，官拜副總兵，曾率军屯田於台湾中部大甲地区，台湾原住民道卡斯族反抗明郑時，蒋曾率兵征討。死後，葬於八卦山腳下。
1946年，臺中市大甲區一条街道更名为“蒋公路”以兹纪念。